# Lemlem Hailu
Lemlem Hailu (en amárico: ለምለም ሃይሉ, 25 de mayo de 2001) es una deportista etíope que compite en atletismo, especialista en las carreras de mediofondo. Ganó una medalla de oro en el Campeonato Mundial de Atletismo en Pista Cubierta de 2022, en la prueba de 3000 m.

## Palmarés internacional
| Campeonato Mundial en Pista Cubierta | Campeonato Mundial en Pista Cubierta | Campeonato Mundial en Pista Cubierta | Campeonato Mundial en Pista Cubierta |
| Año                                  | Lugar                                | Medalla                              | Prueba                               |
| ------------------------------------ | ------------------------------------ | ------------------------------------ | ------------------------------------ |
| 2022                                 | Belgrado (Serbia)                    | Medalla de oro                       | 3000 m                               |